# Liverpool 8
Liverpool 8 ist das 27. Album, beziehungsweise das 15. Studioalbum von Ringo Starr nach der Trennung der Beatles. Es wurde am 14. Januar 2008 in Europa (USA: 15. Januar 2008) veröffentlicht.

## Entstehungsgeschichte
Nach der Veröffentlichung seines letzten Studioalbums Choose Love im Juli 2005 blieb Ringo Starr bei seinem musikalischen Konzept; so ist das Album Liverpool 8 das fünfte Studioalbum, das Mark Hudson und Ringo Starr gemeinsam produzieren wollten. Während der Arbeiten an dem Album kam es aber zu Differenzen zwischen Ringo Starr und Mark Hudson, sodass David A. Stewart mit Ringo Starr das Album fertig produzierte. Trotz Gerüchten, dass ihre Meinungsverschiedenheiten über Starrs Verwendung von Synthesizern gegenüber herkömmlichen Instrumenten aufkamen, war es anscheinend darauf zurückzuführen, dass Hudson Starrs Tour 2006 abbrach, um an der Fernsehshow The One: Making A Music Star zu arbeiten. Laut Starr „war die Trennung zwischen Mark Hudson und mir eine Frage des Vertrauens und der Freundschaft und hatte nichts mit Synthesizern zu tun.“ Im CD-Begleitheft steht “Re-Produced by: Ringo Starr und David A. Stewart”; so ist davon auszugehen, dass weitere Lieder des Albums noch einmal musikalisch überarbeitet worden sind. Ringo Starr verkündete ebenfalls auch das Ende der Zusammenarbeit mit seiner Begleitband The Roundheads.
Die überwiegende Kompositionsarbeit wurde erneut von Ringo Starr, Mark Hudson, Steve Dudas und Gary Burr ausgeführt. Die Aufnahmezeiten für das Album sind nicht dokumentiert, sie erstreckten sich wahrscheinlich über die Jahre 2006 bis 2007.
Im Jahr 2006 war Ringo Starr mit der All-Starr Band auch auf Tournee, und er sang das Lied Sweet Little Sixteen als Duett mit Jerry Lee Lewis, das im Oktober 2006 auf dem Album Last Man Standing von Jerry Lee Lewis veröffentlicht wurde.
Das Titellied Liverpool 8 ist eine Hommage an seine Heimatstadt mit teilweise autobiografischem Text. Einige Lieder des Albums erinnern in Teilen an die Musik der Beatles.
Liverpool 8 war das achte Album von Ringo Starr, das bei EMI erschien.

## Covergestaltung
Das Cover entwarf Paul Moore. Die Coverfotos stammen von Brian Griffin. Der CD liegt ein bebildertes zwölfseitiges Begleitheft bei, das Informationen zum Album enthält.

## Titelliste
1. Liverpool 8 (Richard Starkey a/David A. Stewart) – 4:49
2. Think About You (Gary Burr/Steve Dudas/Mark Hudson/Richard Starkey) – 3:40
3. For Love (Mark Hudson/Richard Starkey) – 3:49
4. Now That She’s Gone Away (Gary Burr/Mark Hudson/Richard Starkey) – 3:02
5. Gone Are the Days (Mark Hudson/Richard Starkey/David A. Stewart) – 2:49
6. Give It a Try (Steve Dudas/Mark Hudson/Richard Starkey) – 3:26
7. Tuff Love (Gary Burr/Steve Dudas/Mark Hudson/Richard Starkey) – 4:33
8. Harry’s Song (Gary Burr/Steve Dudas/Mark Hudson/Richard Starkey) – 4:00
9. Pasodobles (Gary Burr/Steve Dudas/Dean Grakal/Mark Hudson/Richard Starkey) – 4:17
10. If It’s Love That You Want (Gary Burr/Steve Dudas/Mark Hudson/Richard Starkey) – 3:06
11. Love Is (Gary Burr/Steve Dudas/Mark Hudson/Richard Starkey) – 3:52
12. R U Ready? (Gary Burr/Steve Dudas/Mark Hudson/Richard Starkey) – 3:59

## Wiederveröffentlichungen
Die CD-Veröffentlichung aus dem Jahr 2008 wurde bisher nicht neu remastert.

## USB-Armband
In den USA erschien ein sogenanntes USB-Armband, das sowohl das Album im MP3-Format, als auch eine Videobotschaft von Ringo Starr, ein Behind-the-Scenes-Video Interview sowie zwei Telefonklingeltöne und zwei Coverfotos im PDF-Format enthält. Die Daten befinden sich auf einem USB-Stick, der in ein Kunststoffarmband eingearbeitet ist.

## Single-Auskopplungen
Die einzige Singleauskopplung Liverpool 8 / For Love erschien am 7. Januar 2008 in Europa als rote 7″-Vinylsingle, sowie als CD-Single, die nur das Lied Liverpool 8 enthält.

## Chartplatzierungen
| ChartsChartplatzierungen       | Höchstplatzierung | Wochen |
| ------------------------------ | ----------------- | ------ |
| Deutschland (GfK)              | 94 (1 Wo.)        | 1      |
| Österreich (Ö3)                | 71 (2 Wo.)        | 2      |
| Vereinigte Staaten (Billboard) | 94 (1 Wo.)        | 1      |
| Vereinigtes Königreich (OCC)   | 91 (1 Wo.)        | 1      |

Singles

| Jahr | Titel       | Höchstplatzierung, Gesamtwochen, AuszeichnungChartsChartplatzierungen (Jahr, Titel, , Platzierungen, Wochen, Auszeichnungen, Anmerkungen) | Anmerkungen |
| Jahr | Titel       | UK | Anmerkungen |
| ---- | ----------- | --- | ----------- |
| 2008 | Liverpool 8 | UK99 (1 Wo.)UK |             |

## Sonstiges
- Eine Veröffentlichung als Vinyl-LP erfolgte nicht.
- Erstmals wurde parallel zur Veröffentlichung einer neuen Ringo-Starr-CD auch ein Download des Albums angeboten.
- In Deutschland wurde zusätzlich das Lied It’s Love am 29. Januar 2008 separat als Download angeboten, das sich nicht auf dem Album befindet.
- Für das Lied Liverpool 8 wurde ein Musikvideo für Werbezwecke aufgezeichnet.
- In den USA wurde eine Promotion-CD mit dem Titel Liverpool 8 One Hour Radio Special + Promos, die Musik vom Album sowie Interviewausschnitte von Ringo Starr enthält, an Radiostationen verteilt.[10]